# Temporada 1956-57 de los Minneapolis Lakers
La temporada 1956-57 fue la novena de los Minneapolis Lakers en la NBA. La temporada regular acabó con 34 victorias y 38 derrotas, ocupando el segundo puesto de la División Oeste, empatados con el segundo, los St. Louis Hawks, con los que jugaron un partido de desempate para determinar la clasificación. Se clasificaron para los playoffs en los que perdieron en las finales de división de nuevo ante los Hawks.

## Elecciones en elDraft
| Ronda | Puesto | Jugador      | Posición  | Nacionalidad   | Universidad     |
| ----- | ------ | ------------ | --------- | -------------- | --------------- |
| 1     | 3      | Jim Paxson   | Alero     | Estados Unidos | Dayton          |
| 2     | 10     | Terry Rand   | Pívot     | Estados Unidos | Marquette       |
| 3     | 18     | Jerry Bird   | Alero     | Estados Unidos | Kentucky        |
| 6     | 42     | Phil Jordon  | Ala-Pívot | Estados Unidos | Whitworth*      |
| 7     | 50     | John Barber  | Alero     | Estados Unidos | Cal State L.A.* |
| -     | -      | Elgin Baylor | Alero     | Estados Unidos | Seattle         |
| -     | -      | Sam Jones    | Escolta   | Estados Unidos | NC Central*     |

## Temporada regular
| División Oeste       | División Oeste | División Oeste | División Oeste | División Oeste | División Oeste | División Oeste | División Oeste | División Oeste |
| Equipo               | G              | P              | %              | PD             | Casa           | Fuera          | Neutral        | Div            |
| -------------------- | -------------- | -------------- | -------------- | -------------- | -------------- | -------------- | -------------- | -------------- |
| x-St. Louis Hawks    | 34             | 38             | .472           | -              | 17-9           | 10-20          | 7-9            | 22-14          |
| x-Minneapolis Lakers | 34             | 38             | .472           | -              | 15-9           | 5-22           | 14-7           | 18-18          |
| x-Fort Wayne Pistons | 34             | 38             | .472           | -              | 23-5           | 5-23           | 6-10           | 17-19          |
| Rochester Royals     | 31             | 41             | .431           | 3              | 19-10          | 7-17           | 5-14           | 15-21          |

## Playoffs

### Semifinales de División
Minneapolis Lakers - Fort Wayne Pistons
| Fecha       | Partido                                        | Ciudad      |
| ----------- | ---------------------------------------------- | ----------- |
| 17 de marzo | Minneapolis Lakers 131, Fort Wayne Pistons 127 | Minneapolis |
| 19 de marzo | Fort Wayne Pistons 108, Minneapolis Lakers 110 | Fort Wayne  |
|             | Minneapolis gana las series 2-0                |             |

### Finales de División
St. Louis Hawks - Minneapolis Lakers
| Fecha       | Partido                                            | Ciudad      |
| ----------- | -------------------------------------------------- | ----------- |
| 21 de marzo | St. Louis Hawks 118, Minneapolis Lakers 109        | St. Louis   |
| 24 de marzo | St. Louis Hawks 106, Minneapolis Lakers 104        | St. Louis   |
| 25 de marzo | Minneapolis Lakers 135, St. Louis Hawks 143 (2 OT) | Minneapolis |
|             | St. Louis gana las series 3-0                      |             |

## Estadísticas
| Rk | Jugador          | Edad | P  | PT | MP   | TC  | TCI  | %TC  | 3P | 3PI | %3P | TL  | TLI | %TL  | RO | RD | RT   | AS  | RB | TAP | BP | FP  | PTS  |
| 1  | Clyde Lovellette | 27   | 69 |    | 36.1 | 8.3 | 19.5 | .426 |    |     |     | 4.1 | 5.8 | .717 |    |    | 13.5 | 2.0 |    |     |    | 3.6 | 20.8 |
| 2  | Dick Garmaker    | 24   | 72 |    | 33.4 | 5.6 | 14.1 | .400 |    |     |     | 5.1 | 6.0 | .839 |    |    | 4.7  | 2.6 |    |     |    | 2.8 | 16.3 |
| 3  | Vern Mikkelsen   | 28   | 72 |    | 30.5 | 4.5 | 11.9 | .377 |    |     |     | 4.8 | 5.9 | .807 |    |    | 8.8  | 1.7 |    |     |    | 4.3 | 13.7 |
| 4  | Slick Leonard    | 24   | 72 |    | 27.0 | 4.2 | 12.0 | .349 |    |     |     | 2.6 | 3.3 | .772 |    |    | 3.1  | 2.3 |    |     |    | 1.9 | 11.0 |
| 5  | Walter Dukes     | 26   | 71 |    | 26.3 | 3.2 | 8.8  | .364 |    |     |     | 3.7 | 5.4 | .689 |    |    | 11.2 | 0.8 |    |     |    | 3.8 | 10.1 |
| 6  | Chuck Mencel     | 23   | 72 |    | 25.7 | 3.4 | 9.6  | .353 |    |     |     | 2.5 | 3.3 | .746 |    |    | 3.3  | 2.8 |    |     |    | 1.3 | 9.2  |
| 7  | Whitey Skoog     | 30   | 23 |    | 28.5 | 3.4 | 9.6  | .355 |    |     |     | 1.9 | 2.0 | .936 |    |    | 3.1  | 3.3 |    |     |    | 2.8 | 8.7  |
| 8  | Ed Kalafat       | 24   | 65 |    | 24.9 | 2.7 | 7.8  | .351 |    |     |     | 3.0 | 4.6 | .661 |    |    | 6.5  | 1.6 |    |     |    | 3.7 | 8.5  |
| 9  | Jim Paxson       | 24   | 71 |    | 17.9 | 1.9 | 6.8  | .285 |    |     |     | 2.4 | 3.3 | .720 |    |    | 3.7  | 1.2 |    |     |    | 2.3 | 6.3  |
| 10 | Dick Schnittker  | 28   | 70 |    | 14.2 | 1.6 | 5.0  | .322 |    |     |     | 2.3 | 2.8 | .829 |    |    | 2.6  | 0.7 |    |     |    | 2.1 | 5.5  |
| 11 | Bob Williams     | 25   | 4  |    | 5.0  | 0.3 | 1.0  | .250 |    |     |     | 0.5 | 0.8 | .667 |    |    | 1.3  | 0.0 |    |     |    | 0.5 | 1.0  |

## Galardones y récords
| Jugador       | Galardón                    |
| Dick Garmaker | 2º Mejor quinteto de la NBA |